# Votulast
Votulast is de verzamelnaam van een aantal buurten in het zuidwestelijk deel van de wijk Noordoost in Utrecht, de hoofdstad van de Nederlandse provincie Utrecht. De naam Votulast is gevormd uit de eerste twee letters van de verschillende buurten:
- Vogelenwijk
- Tuinwijk
- Lauwerecht en
- Staatsliedenkwartier.